# Henry Walter Bates
Henry Walter Bates (8 de fevereiro de 1825 - 16 de fevereiro de 1892) foi um naturalista e explorador inglês, famoso por sua viagem à Amazônia, junto com Alfred Russel Wallace. Essa viagem teve o objetivo de recolher material zoológico e botânico para o Museu de História Natural de Londres.

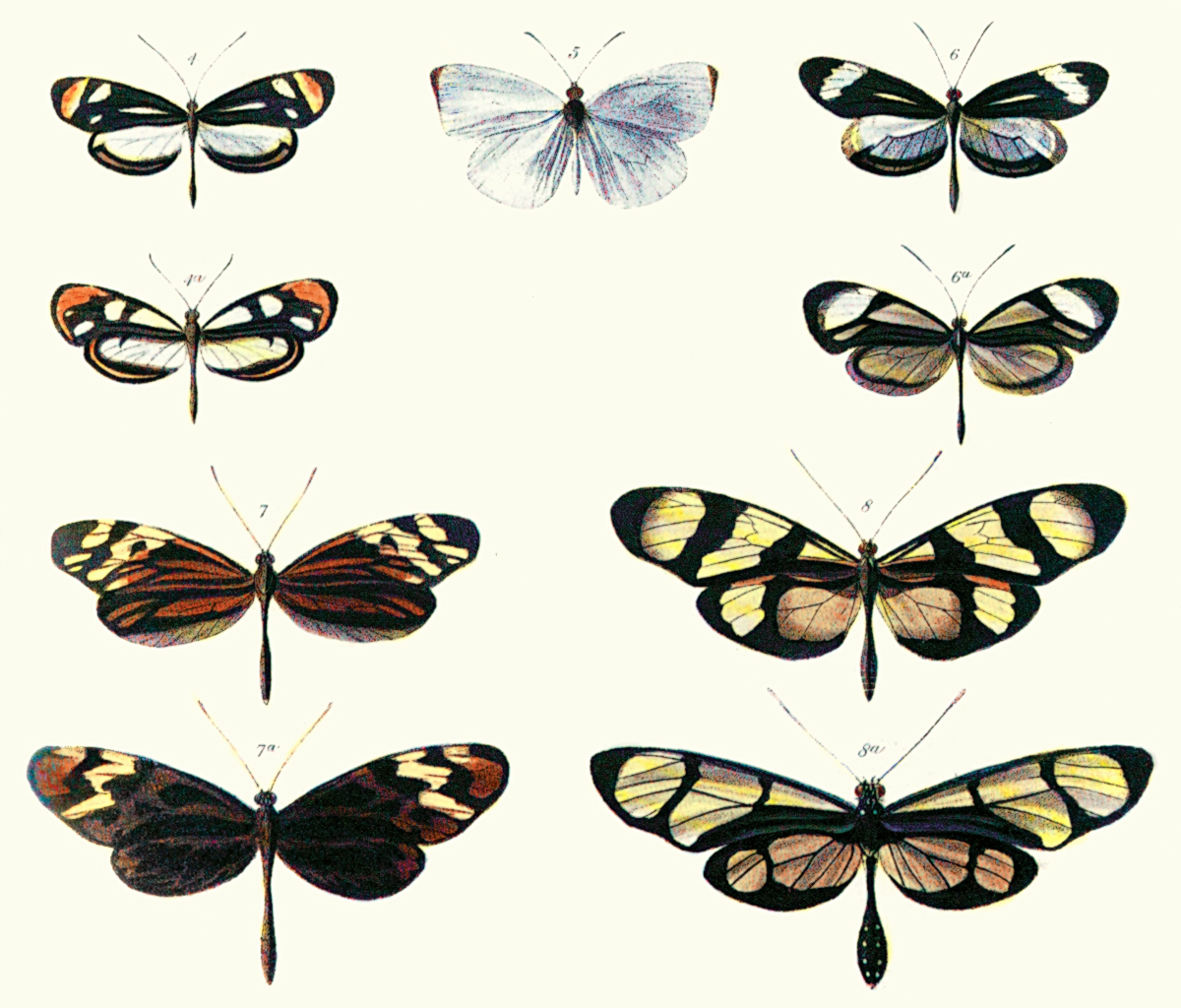
Ilustração feita por Bates, 1862 Heliconiidae

Permaneceu no Brasil durante onze anos, enviando cerca de 14.712 espécies (8000 delas novas), a maior parte insetos para a Inglaterra.
Após o seu trabalho nas florestas tropicais do Brasil, propôs o mecanismo de Mimetismo batesiano, uma forma de mimetismo em que uma espécie evolui características morfológicas ou outras que a fazem aparentar com outra espécie considerada repugnante pelo predador, concedendo-lhe uma certa protecção contra predação.  
Em 1861 casou com Sarah Ann Mason e a partir de 1864 trabalhou como secretário assistente da Royal Geographical Society.
Henry Bates foi parte de um grupo de destacados naturalistas-exploradores que apoiavam a teoria da evolução pela seleção natural, outros membros deste grupo eram J.D. Hooker, Fritz Müller, Richard Spruce e Thomas Henry Huxley.
O naturalista vitoriano descreveu as invasões de ninhos dos exércitos de formigas, ávidos por ovos e larvas, e a construção de muros vivos onde estarão protegidos a rainha com sua descendência. Quando o dia amanhece, uma horda de  trabalhadores se espalha pelo campo em busca de qualquer presa comestível.

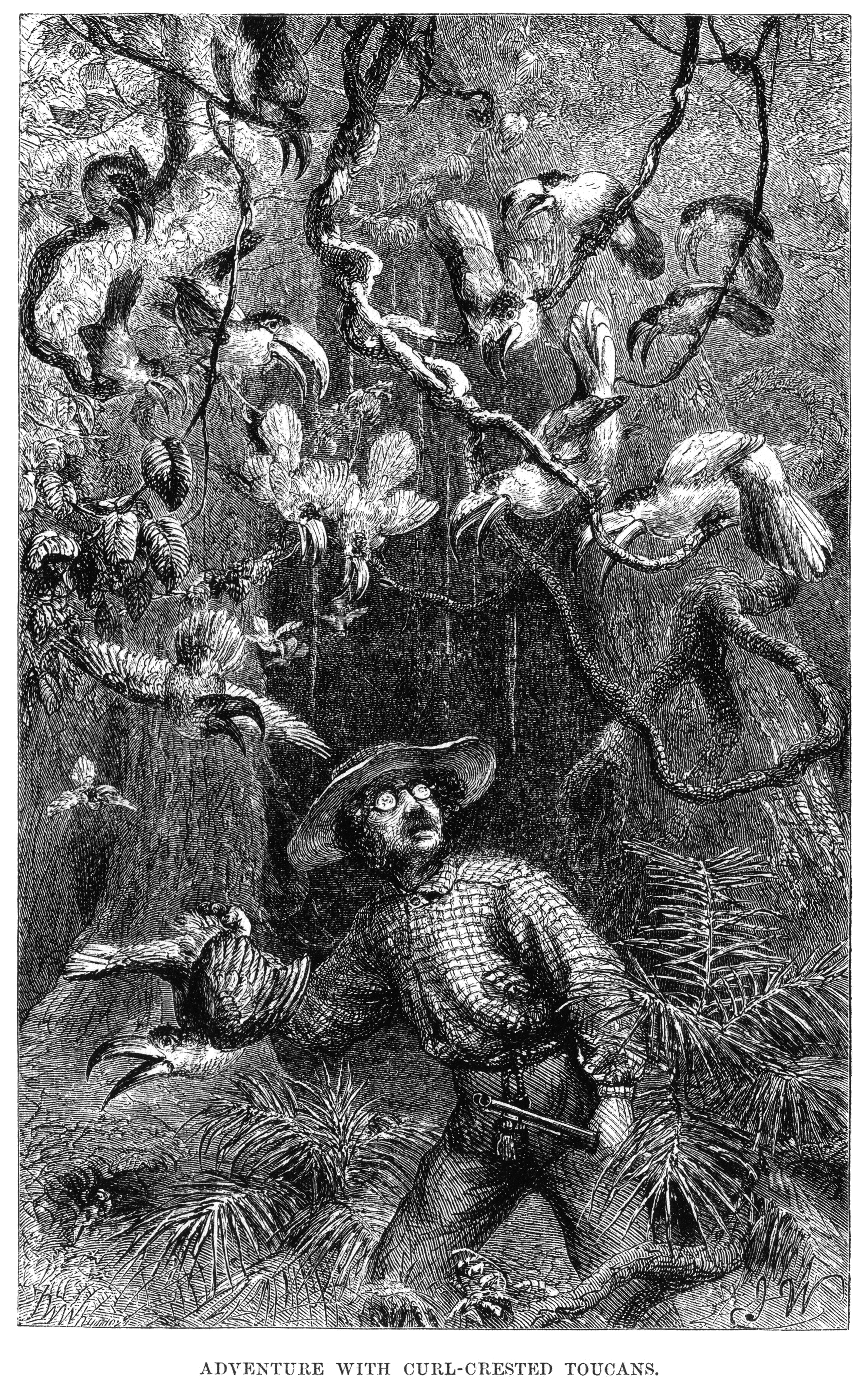
Bates na Amazônia.

Faleceu, vítima de bronquite.